# Allan Hansen
Allan Hansen (Odense, 21 aprile 1956) è un ex calciatore danese, di ruolo centrocampista.

## Carriera
Fu per due volte calciatore danese dell'anno, nel 1977 e nel 1981.

## Palmarès

### Club

#### Competizioni nazionali
- Campionato danese: 2

Odense: 1977, 1982
- Campionato tedesco: 1

Amburgo: 1982-1983

#### Competizioni internazionali
- Coppa dei Campioni: 1

Amburgo: 1982-1983

### Individuale
- Calciatore danese dell'anno: 1

1977
- Capocannoniere del campionato danese: 2

1977 (23 reti), 1981 (28 reti)